# 40684 Vanhoeck
40684 Vanhoeck è un asteroide della fascia principale. Scoperto nel 1999, presenta un'orbita caratterizzata da un semiasse maggiore pari a 2,7971672 UA e da un'eccentricità di 0,0317775, inclinata di 3,15381° rispetto all'eclittica.